# Laserharpe
En laserharpe er et elektronisk musikinstrument, oftest brugt af Jean-Michel Jarre i sine koncerter.
Laserharpen benyttes i albummene Chronologie (1993), Rendez-vous (1986) og Oxygène 7-13 (1997).
Laserharpen er nogle laserstråler, der ved at blive blokeret skaber musik.
Laserharpen kan kun lave musik ved hjælp af en synthesizer. Numrene Jarre bruger laserharpen til er Chronologie 3, Rendez-Vous 2, Oxygène 7 og Calypso 2 (sidstnævnte fra albummet En attendant Cousteau, 1990). Han anvender dog ikke laserharpe til nummeret Laser Harp på dobbeltalbummet Les Concerts en Chine (1982).